# Raye (Sängerin)/Diskografie
Diese Diskografie ist eine Übersicht über die musikalischen Werke der britischen R&B- und Popsängerin Raye. Den Schallplattenauszeichnungen zufolge hat sie bisher mehr als 29,8 Millionen Tonträger verkauft, davon über 14,3 Millionen in ihrer Heimat. Ihre erfolgreichste Veröffentlichung ist die Single Escapism. mit über 5,6 Millionen verkauften Einheiten.

## Alben

### Studioalben
| Jahr | Titel Musiklabel                                  | Höchstplatzierung, Gesamtwochen, AuszeichnungChartplatzierungen (Jahr, Titel, Musiklabel, Platzierungen, Wochen, Auszeichnungen, Anmerkungen) | Höchstplatzierung, Gesamtwochen, AuszeichnungChartplatzierungen (Jahr, Titel, Musiklabel, Platzierungen, Wochen, Auszeichnungen, Anmerkungen) | Höchstplatzierung, Gesamtwochen, AuszeichnungChartplatzierungen (Jahr, Titel, Musiklabel, Platzierungen, Wochen, Auszeichnungen, Anmerkungen) | Höchstplatzierung, Gesamtwochen, AuszeichnungChartplatzierungen (Jahr, Titel, Musiklabel, Platzierungen, Wochen, Auszeichnungen, Anmerkungen) | Höchstplatzierung, Gesamtwochen, AuszeichnungChartplatzierungen (Jahr, Titel, Musiklabel, Platzierungen, Wochen, Auszeichnungen, Anmerkungen) | Anmerkungen                                               |
| Jahr | Titel Musiklabel                                  | DE | AT | CH | UK | US | Anmerkungen                                               |
| ---- | ------------------------------------------------- | --- | --- | --- | --- | --- | --------------------------------------------------------- |
| 2020 | Euphoric Sad Songs Polydor (UMG)                  | — | — | — | — | — | Erstveröffentlichung: 20. November 2020                   |
| 2023 | My 21st Century Blues. Human Re Sources (Membran) | DE34 (1 Wo.)DE | — | CH17 (3 Wo.)CH | UK2 Gold · (24 Wo.)UK | US58 (4 Wo.)US | Erstveröffentlichung: 3. Februar 2023 Verkäufe: + 175.000 |

### EPs
| Jahr | Titel Musiklabel                                           | Anmerkungen                            |
| ---- | ---------------------------------------------------------- | -------------------------------------- |
| 2014 | Welcome to the Winter Selbstverlag                         | Erstveröffentlichung: 5. Dezember 2014 |
| 2016 | Second Polydor (UMG)                                       | Erstveröffentlichung: 11. August 2016  |
| 2018 | Side Tape Polydor (UMG)                                    | Erstveröffentlichung: 4. Mai 2018      |
| 2022 | Escapism. / The Thrill Is Gone. Human Re Sources (Membran) | Erstveröffentlichung: 12. Oktober 2022 |

## Singles

### Als Leadmusikerin
| Jahr | Titel Album                                | Höchstplatzierung, Gesamtwochen, AuszeichnungChartplatzierungen (Jahr, Titel, Album, Platzierungen, Wochen, Auszeichnungen, Anmerkungen) | Höchstplatzierung, Gesamtwochen, AuszeichnungChartplatzierungen (Jahr, Titel, Album, Platzierungen, Wochen, Auszeichnungen, Anmerkungen) | Höchstplatzierung, Gesamtwochen, AuszeichnungChartplatzierungen (Jahr, Titel, Album, Platzierungen, Wochen, Auszeichnungen, Anmerkungen) | Höchstplatzierung, Gesamtwochen, AuszeichnungChartplatzierungen (Jahr, Titel, Album, Platzierungen, Wochen, Auszeichnungen, Anmerkungen) | Höchstplatzierung, Gesamtwochen, AuszeichnungChartplatzierungen (Jahr, Titel, Album, Platzierungen, Wochen, Auszeichnungen, Anmerkungen) | Anmerkungen                                                                                |
| Jahr | Titel Album                                | DE | AT | CH | UK | US | Anmerkungen                                                                                |
| --- | ------------------------------------------ | --- | --- | --- | --- | --- | ------------------------------------------------------------------------------------------ |
| 2014 | Bet U Wish Welcome to the Winter           | — | — | — | — | — | Erstveröffentlichung: 25. November 2014                                                    |
| 2015 | Flowers –                                  | — | — | — | — | — | Erstveröffentlichung: 7. Februar 2015                                                      |
| 2015 | Alien –                                    | — | — | — | — | — | Erstveröffentlichung: 28. April 2015 mit Avelino                                           |
| 2015 | Shine –                                    | — | — | — | — | — | Erstveröffentlichung: 1. Juli 2015                                                         |
| 2016 | Ambition Second                            | — | — | — | — | — | Erstveröffentlichung: 21. April 2016 feat. Stormzy                                         |
| 2016 | I, U, Us Second                            | — | — | — | — | — | Erstveröffentlichung: 14. Oktober 2016 (Remix)                                             |
| 2017 | The Line –                                 | — | — | — | UK65 (2 Wo.)UK | — | Erstveröffentlichung: 19. Mai 2017                                                         |
| 2017 | Sober (Stripped) –                         | — | — | — | — | — | Erstveröffentlichung: 4. August 2017                                                       |
| 2017 | Decline Side Tape                          | — | — | — | UK15 Platin · (20 Wo.)UK | — | Erstveröffentlichung: 3. November 2017 Verkäufe: + 600.000; feat. Mr Eazi                  |
| 2018 | Cigarette Side Tape                        | — | — | — | UK41 Gold · (16 Wo.)UK | — | Erstveröffentlichung: 22. Februar 2018 Verkäufe: + 400.000; mit Mabel feat. Stefflon Don   |
| 2018 | Crew Side Tape                             | — | — | — | — | — | Erstveröffentlichung: 4. Mai 2018 feat. Ray BLK & Kojo Funds                               |
| 2018 | Confidence Side Tape                       | — | — | — | — | — | Erstveröffentlichung: 15. Juni 2018 (Remix) feat. Maleek Berry, Preditah & Nana Rogues     |
| 2018 | Friends –                                  | — | — | — | UK66 (7 Wo.)UK | — | Erstveröffentlichung: 6. Juli 2018                                                         |
| 2019 | Love Me Again Euphoric Sad Songs           | — | — | — | UK55 Silber · (12 Wo.)UK | — | Erstveröffentlichung: 2. August 2019 Verkäufe: + 200.000                                   |
| 2019 | Please Don’t Touch Euphoric Sad Songs      | — | — | — | — | — | Erstveröffentlichung: 13. Dezember 2019                                                    |
| 2020 | All of My Love –                           | — | — | — | — | — | Erstveröffentlichung: 6. Februar 2020 mit Young Adz                                        |
| 2020 | Tequila –                                  | — | — | — | UK21 Gold · (19 Wo.)UK | — | Erstveröffentlichung: 21. Februar 2020 Verkäufe: + 400.000; mit Jax Jones & Martin Solveig |
| 2020 | Secrets Euphoric Sad Songs                 | DE84 Gold · (5 Wo.)DE | AT— GoldAT | CH85 (5 Wo.)CH | UK6 Platin · (26 Wo.)UK | — | Erstveröffentlichung: 24. April 2020 Verkäufe: + 1.390.000; feat. Regard                   |
| 2020 | Natalie Don’t Euphoric Sad Songs           | — | — | — | — | — | Erstveröffentlichung: 10. Juli 2020                                                        |
| 2020 | Love of Your Life Euphoric Sad Songs       | — | — | — | — | — | Erstveröffentlichung: 6. November 2020                                                     |
| 2020 | Regardless Euphoric Sad Songs              | — | — | — | UK37 Silber · (11 Wo.)UK | — | Erstveröffentlichung: 20. November 2020 Verkäufe: + 245.000; feat. Rudimental              |
| 2021 | Call on Me –                               | — | — | — | UK64 (8 Wo.)UK | — | Erstveröffentlichung: 11. Juni 2021                                                        |
| 2021 | I Don’t Want You –                         | — | — | — | UK50 Silber · (12 Wo.)UK | — | Erstveröffentlichung: 3. September 2021 Verkäufe: + 200.000; mit Riton                     |
| 2021 | Money Calling –                            | — | — | — | — | — | Erstveröffentlichung: 26. Oktober 2021 mit Da Beatfreakz, Russ Millions & Wewantwraiths    |
| 2021 | Summer Love –                              | — | — | — | — | — | Erstveröffentlichung: 16. Dezember 2021 Verkäufe: + 10.000; mit Cassper Nyovest            |
| 2022 | Waterfall –                                | — | — | — | UK67 Silber · (10 Wo.)UK | — | Erstveröffentlichung: 22. März 2022 Verkäufe: + 200.000; mit Disclosure                    |
| 2022 | Hard Out Here. My 21st Century Blues.      | — | — | — | — | — | Erstveröffentlichung: 30. Juni 2022                                                        |
| 2022 | Black Mascara. My 21st Century Blues.      | — | — | — | — | — | Erstveröffentlichung: 24. August 2022                                                      |
| 2022 | Escapism. My 21st Century Blues.           | DE3 (34 Wo.)DE | AT4 Platin · (25 Wo.)AT | CH6 (38 Wo.)CH | UK1 ×3Dreifachplatin · (62 Wo.)UK | US22 ×2Doppelplatin · (23 Wo.)US | Erstveröffentlichung: 25. November 2022 Verkäufe: + 5.630.000; feat. 070 Shake             |
| 2023 | The Weekend –                              | — | — | — | UK23 Silber · (12 Wo.)UK | — | Erstveröffentlichung: 19. Juli 2023 Verkäufe: + 200.000; mit Stormzy                       |
| 2023 | Worth It My 21st Century Blues.            | — | — | — | UK33 Gold · (10 Wo.)UK | — | Erstveröffentlichung: 10. November 2023 Verkäufe: + 400.000                                |
| 2024 | Genesis. –                                 | — | — | — | UK22 (4 Wo.)UK | — | Erstveröffentlichung: 7. Juni 2024                                                         |
| 2025 | Suzanne –                                  | — | — | — | UK34 (… Wo.)UK | — | Erstveröffentlichung: 13. Juni 2025 mit Mark Ronson                                        |
| Folgende Lieder erschienen nicht als Single, wurden aber durch das Album zum Download und Streaming bereitgestellt und konnten somit eine Platzierung erlangen: |                                            | | | | | |                                                                                            |
| |                                            | | | | | |                                                                                            |
| 2024 | Oscar Winning Tears My 21st Century Blues. | — | — | — | UK52 Silber · (21 Wo.)UK | — | Charteinstieg: 31. Oktober 2024 Verkäufe: + 200.000                                        |

### Als Gastmusikerin
| Jahr | Titel Album                                                    | Höchstplatzierung, Gesamtwochen, AuszeichnungChartplatzierungen (Jahr, Titel, Album, Platzierungen, Wochen, Auszeichnungen, Anmerkungen) | Höchstplatzierung, Gesamtwochen, AuszeichnungChartplatzierungen (Jahr, Titel, Album, Platzierungen, Wochen, Auszeichnungen, Anmerkungen) | Höchstplatzierung, Gesamtwochen, AuszeichnungChartplatzierungen (Jahr, Titel, Album, Platzierungen, Wochen, Auszeichnungen, Anmerkungen) | Höchstplatzierung, Gesamtwochen, AuszeichnungChartplatzierungen (Jahr, Titel, Album, Platzierungen, Wochen, Auszeichnungen, Anmerkungen) | Höchstplatzierung, Gesamtwochen, AuszeichnungChartplatzierungen (Jahr, Titel, Album, Platzierungen, Wochen, Auszeichnungen, Anmerkungen) | Anmerkungen |
| Jahr | Titel Album                                                    | DE | AT | CH | UK | US | Anmerkungen |
| --- | -------------------------------------------------------------- | --- | --- | --- | --- | --- | --- |
| 2016 | By Your Side Blue                                              | DE45 Gold · (12 Wo.)DE | AT56 (6 Wo.)AT | CH50 (15 Wo.)CH | UK15 Platin · (21 Wo.)UK | US— GoldUS | Erstveröffentlichung: 27. Oktober 2016 Verkäufe: + 1.771.666; Jonas Blue feat. Raye                                    |
| 2016 | You Don’t Know Me Jonas Blue: Electronic Nature – The Mix 2017 | DE3 ×3Dreifachgold · (29 Wo.)DE | AT7 (21 Wo.)AT | CH5 (32 Wo.)CH | UK3 ×3Dreifachplatin · (33 Wo.)UK | US— GoldUS | Erstveröffentlichung: 9. Dezember 2016 Verkäufe: + 4.208.333; Jax Jones feat. Raye                                     |
| 2017 | After the Afterparty (VIP Mix) –                               | — | — | — | UK— aUK | — | Erstveröffentlichung: 3. Februar 2017 Charli XCX feat. Stefflon Don, Rita Ora & Raye                                   |
| 2017 | Bridge over Troubled Water –                                   | — | AT32 (3 Wo.)AT | CH28 (2 Wo.)CH | UK1 Gold · (5 Wo.)UK | — | Erstveröffentlichung: 23. Juni 2017 Verkäufe: + 400.000; Original: Simon & Garfunkel als Teil von Artists for Grenfell |
| 2017 | Glue –                                                         | — | — | — | — | — | Erstveröffentlichung: 20. Oktober 2017 Somewhere Else feat. Raye                                                       |
| 2018 | Check Golden Boy                                               | — | — | — | UK26 Gold · (11 Wo.)UK | — | Erstveröffentlichung: 2. Februar 2018 Verkäufe: + 400.000; Kojo Funds feat. Raye                                       |
| 2018 | Tied Up Essentials                                             | — | — | — | — | — | Erstveröffentlichung: 26. September 2018 Major Lazer feat. Mr Eazi, Jake Gosling & Raye                                |
| 2019 | Tipsy –                                                        | — | — | — | — | — | Erstveröffentlichung: 7. Februar 2019 Odunsi the Engine feat. Raye                                                     |
| 2019 | The Fruits Heroine                                             | — | — | — | — | — | Erstveröffentlichung: 20. Februar 2019 Col3trane feat. DJDS & Raye                                                     |
| 2019 | Stay (Don’t Go Away) –                                         | — | — | — | UK41 Silber · (9 Wo.)UK | — | Erstveröffentlichung: 9. Mai 2019 Verkäufe: + 300.000; David Guetta feat. Raye                                         |
| 2019 | Make It to Heaven –                                            | — | — | — | — | — | Erstveröffentlichung: 21. November 2019 David Guetta & Morten feat. Raye                                               |
| 2020 | Language –                                                     | — | — | — | — | — | Erstveröffentlichung: 13. Februar 2020 Boots feat. Raye                                                                |
| 2021 | Bed Four for the Floor                                         | DE34 Gold · (25 Wo.)DE | AT53 Platin · (17 Wo.)AT | CH43 Platin · (23 Wo.)CH | UK3 ×2Doppelplatin · (32 Wo.)UK | — | Erstveröffentlichung: 26. Februar 2021 Verkäufe: + 2.015.000; Joel Corry feat. David Guetta & Raye                     |
| 2021 | Kiss My (Uh-Oh) (Remix) –                                      | — | — | — | UK— bUK | — | Erstveröffentlichung: 26. August 2021 Anne-Marie feat. Little Mix & Raye                                               |
| 2021 | Go Girl Tales of a Miracle                                     | — | — | — | — | — | Erstveröffentlichung: 6. Oktober 2021 Miraa May feat. Raye                                                             |
| 2022 | You Can’t Change Me Episode 2                                  | — | — | — | — | — | Erstveröffentlichung: 4. November 2022 David Guetta & Morten feat. Raye                                                |
| 2023 | Prada –                                                        | DE1 ×3Dreifachgold · (85 Wo.)DE | AT1 ×2Doppelplatin · (68 Wo.)AT | CH3 ×4Vierfachplatin · (69 Wo.)CH | UK2 ×3Dreifachplatin · (63 Wo.)UK | US— GoldUS | Erstveröffentlichung: 11. August 2023 Verkäufe: + 4.933.333; cassö feat. D-Block Europe & Raye                         |
| 2024 | Moi –                                                          | — | — | CH58 (1 Wo.)CH | UK38 (3 Wo.)UK | — | Erstveröffentlichung: 5. September 2024 Central Cee feat. Raye                                                         |
| 2025 | Born Again Alter Ego                                           | DE39 (2 Wo.)DE | AT25 (1 Wo.)AT | CH40 (2 Wo.)CH | UK13 (7 Wo.)UK | US68 (2 Wo.)US | Erstveröffentlichung: 6. Februar 2025 Lisa feat. Doja Cat & Raye                                                       |
| Folgende Lieder erschienen nicht als Single, wurden aber durch das Album zum Download und Streaming bereitgestellt und konnten somit eine Platzierung erlangen: |                                                                | | | | | | |
| |                                                                | | | | | | |
| 2021 | Ferrari Horses The Blue Print                                  | — | — | — | UK14 Platin · (19 Wo.)UK | — | Charteinstieg: 5. März 2021 Verkäufe: + 600.000; D-Block Europe feat. Raye                                             |

## Musikvideos
| Jahr | Titel                | Regie                     |
| ---- | -------------------- | ------------------------- |
| 2016 | I, U, Us             |                           |
| 2016 | By Your Side         | Stefan Arni, Siggi Kinski |
| 2017 | You Don’t Know Me    | Rémy Cayuela              |
| 2017 | The Line             |                           |
| 2017 | Decline              |                           |
| 2018 | Check                | Meji Alabi                |
| 2018 | Cigarette            | Jackson Ducasse           |
| 2018 | Confidence           |                           |
| 2018 | Friends              |                           |
| 2019 | Stay (Don’t Go Away) | Ethan Lader               |
| 2019 | Love Me Again        |                           |
| 2020 | All of My Love       |                           |
| 2020 | Secrets              | Harry Lindley             |
| 2020 | Natalie Don’t        |                           |
| 2020 | Love of Your Life    |                           |
| 2021 | Regardless           |                           |
| 2021 | Bed                  | Elliot Simpson            |
| 2021 | Call on Me           |                           |
| 2021 | I Don’t Want You     |                           |
| 2022 | Hard Out Here.       |                           |
| 2022 | Black Mascara.       |                           |
| 2022 | Escapism.            | Otis Dominique, Raye      |
| 2023 | The Weekend          | Omar Jones                |
| 2023 | Prada                |                           |
| 2024 | Genesis.             | Otis Dominique, Raye      |
| 2024 | Moi                  | DonProd                   |
| 2025 | Born Again           | Bardia Zeinali            |
| 2025 | Suzanne              | Theodor Guelat            |

## Autorenbeteiligungen
Raye als Autorin in den Charts

| Jahr | Titel Interpretation                             | Höchstplatzierung, Gesamtwochen, AuszeichnungChartplatzierungen (Jahr, Titel, Interpretation, Platzierungen, Wochen, Auszeichnungen, Anmerkungen) | Höchstplatzierung, Gesamtwochen, AuszeichnungChartplatzierungen (Jahr, Titel, Interpretation, Platzierungen, Wochen, Auszeichnungen, Anmerkungen) | Höchstplatzierung, Gesamtwochen, AuszeichnungChartplatzierungen (Jahr, Titel, Interpretation, Platzierungen, Wochen, Auszeichnungen, Anmerkungen) | Höchstplatzierung, Gesamtwochen, AuszeichnungChartplatzierungen (Jahr, Titel, Interpretation, Platzierungen, Wochen, Auszeichnungen, Anmerkungen) | Höchstplatzierung, Gesamtwochen, AuszeichnungChartplatzierungen (Jahr, Titel, Interpretation, Platzierungen, Wochen, Auszeichnungen, Anmerkungen) | Anmerkungen                                                |
| Jahr | Titel Interpretation                             | DE | AT | CH | UK | US | Anmerkungen                                                |
| ---- | ------------------------------------------------ | --- | --- | --- | --- | --- | ---------------------------------------------------------- |
| 2015 | All Cried Out Blonde                             | — | — | — | UK4 Platin · (19 Wo.)UK | — | Erstveröffentlichung: 24. April 2015 Verkäufe: + 600.000   |
| 2016 | After the Afterparty Charli XCX feat. Lil Yachty | — | — | — | UK29 Gold · (16 Wo.)UK | — | Erstveröffentlichung: 28. Oktober 2016 Verkäufe: + 470.000 |
| 2016 | Not in Love M.O. feat. Kent Jones                | — | — | — | UK42 (6 Wo.)UK | — | Erstveröffentlichung: 9. Dezember 2016                     |
| 2017 | Don’t Leave Snakehips & MØ                       | DE84 (4 Wo.)DE | AT62 (3 Wo.)AT | CH78 (7 Wo.)CH | UK27 Gold · (12 Wo.)UK | US— PlatinUS | Erstveröffentlichung: 6. Januar 2017 Verkäufe: + 1.725.000 |
| 2017 | Up in Here 5 After Midnight                      | — | — | — | UK51 (7 Wo.)UK | — | Erstveröffentlichung: 2. Juni 2017                         |
| 2018 | Capital Letters Hailee Steinfeld & BloodPop      | DE32 Gold · (9 Wo.)DE | AT24 (8 Wo.)AT | CH31 (8 Wo.)CH | UK39 Silber · (8 Wo.)UK | — | Erstveröffentlichung: 19. Januar 2018 Verkäufe: + 825.000  |
| 2019 | Sixteen Ellie Goulding                           | DE64 (6 Wo.)DE | AT41 (5 Wo.)AT | CH95 (1 Wo.)CH | UK21 Gold · (13 Wo.)UK | US— GoldUS | Erstveröffentlichung: 12. April 2019 Verkäufe: + 955.000   |

## Promoveröffentlichungen
Promo-Singles

| Jahr | Titel Album                                   | Höchstplatzierung, Gesamtwochen, AuszeichnungChartplatzierungen (Jahr, Titel, Album, Platzierungen, Wochen, Auszeichnungen, Anmerkungen) | Höchstplatzierung, Gesamtwochen, AuszeichnungChartplatzierungen (Jahr, Titel, Album, Platzierungen, Wochen, Auszeichnungen, Anmerkungen) | Höchstplatzierung, Gesamtwochen, AuszeichnungChartplatzierungen (Jahr, Titel, Album, Platzierungen, Wochen, Auszeichnungen, Anmerkungen) | Höchstplatzierung, Gesamtwochen, AuszeichnungChartplatzierungen (Jahr, Titel, Album, Platzierungen, Wochen, Auszeichnungen, Anmerkungen) | Höchstplatzierung, Gesamtwochen, AuszeichnungChartplatzierungen (Jahr, Titel, Album, Platzierungen, Wochen, Auszeichnungen, Anmerkungen) | Anmerkungen |
| Jahr | Titel Album                                   | DE | AT | CH | UK | US | Anmerkungen |
| ---- | --------------------------------------------- | --- | --- | --- | --- | --- | --- |
| 2018 | Just Like That Welcome to the Winter          | — | — | — | — | — | Erstveröffentlichung: 2. Oktober 2018                                                                                   |
| 2022 | O Holy Night –                                | — | — | — | — | — | Erstveröffentlichung: 1. November 2022 Teil der „iTunes-Carols-Covered“-Reihe Original: Traditional – Minuit, chrétiens |
| 2023 | Ice Cream Man My 21st Century Blues.          | — | — | — | UK69 (1 Wo.)UK | — | Erstveröffentlichung: 31. Januar 2023                                                                                   |
| 2023 | Flip a Switch My 21st Century Blues.          | — | — | — | UK35 Silber · (9 Wo.)UK | — | Erstveröffentlichung: 7. April 2023 Verkäufe: + 200.000                                                                 |
| 2024 | Feeling Good –                                | — | — | — | — | — | Erstveröffentlichung: 3. Mai 2024 Original: Nina Simone                                                                 |
| 2024 | Fly Me to the Moon –                          | — | — | — | — | — | Erstveröffentlichung: 12. Juli 2024 Original: Kaye Ballard                                                              |
| 2025 | Grandma Calls the Boy Bad News F1 – The Album | — | — | — | — | — | Erstveröffentlichung: 26. Juni 2025                                                                                     |

## Sonderveröffentlichungen

### Alben
| Jahr | Titel Musiklabel                        | Anmerkungen                                                                    |
| ---- | --------------------------------------- | ------------------------------------------------------------------------------ |
| 2020 | Deezer Sessions Polydor (UMG)           | Erstveröffentlichung: 21. April 2020 Teil der „Deezer-Sessions“-Reihe          |
| 2022 | Radio 1’s Live Lounge BBC Radio 1 (BBC) | Erstveröffentlichung: 7. September 2022 Teil der „Radio-1’s-Live-Lounge“-Reihe |

### Lieder
| Jahr | Titel Album                                                    | Anmerkungen                                                                                          |
| ---- | -------------------------------------------------------------- | --- |
| 2014 | Chameleon Life In Flight                                       | Erstveröffentlichung: 6. Juni 2014 Daithí feat. Raye                                                 |
| 2014 | Dream State In Flight                                          | Erstveröffentlichung: 6. Juni 2014 Daithí feat. Raye                                                 |
| 2017 | Dreamer (Compound Version) Number 1 Angel                      | Erstveröffentlichung: 10. März 2017 Charli XCX feat. Raye & Starrah                                  |
| 2017 | You Don’t Know Me Jonas Blue: Electronic Nature – The Mix 2017 | Erstveröffentlichung: 25. August 2017 Jax Jones feat. Raye                                           |
| 2017 | Body Language Ibiza Classics                                   | Erstveröffentlichung: 1. Dezember 2017 Pete Tong & The Heritage Orchestra feat. Jules Buckley & Raye |
| 2018 | Barriedale Ultradiction                                        | Erstveröffentlichung: 8. Juni 2018 Kiran Kai feat. Raye                                              |
| 2018 | Check (International Artist Remix) International Artist        | Erstveröffentlichung: 20. Juni 2018 A Boogie wit da Hoodie & Kojo Funds feat. Raye                   |
| 2018 | Check Golden Boy                                               | Erstveröffentlichung: 28. September 2018 Kojo Funds feat. Raye                                       |
| 2018 | Breaking News Kids at Play                                     | Erstveröffentlichung: 26. Oktober 2018 Louis the Child feat. Raye                                    |
| 2018 | By Your Side Blue                                              | Erstveröffentlichung: 9. November 2018 Jonas Blue feat. Raye                                         |
| 2019 | 1by1 Toast to Our Differences                                  | Erstveröffentlichung: 25. Januar 2019 Rudimental feat. Maleek Berry & Raye                           |
| 2019 | Tied Up Essentials                                             | Erstveröffentlichung: 1. Februar 2019 Major Lazer feat. Mr Eazi, Jake Gosling & Raye                 |
| 2019 | Honesty Heroine                                                | Erstveröffentlichung: 31. Mai 2019 Col3trane feat. Raye                                              |
| 2019 | The Fruits Heroine                                             | Erstveröffentlichung: 31. Mai 2019 Col3trane feat. DJDS & Raye                                       |
| 2019 | Odo As Promised                                                | Erstveröffentlichung: 15. Juli 2019 King Promise feat. Raye                                          |
| 2020 | Ferrari Horses The Blue Print                                  | Erstveröffentlichung: 9. Oktober 2020 D-Block Europe feat. Raye                                      |
| 2020 | Thank You Use Me                                               | Erstveröffentlichung: 22. Oktober 2020 Pvris feat. Raye                                              |
| 2021 | Midnight Strikes Things Take Shape                             | Erstveröffentlichung: 7. Juli 2021 Amorphous feat. Raye                                              |
| 2021 | Wys Green with Envy                                            | Erstveröffentlichung: 17. September 2021 Tion Wayne feat. Raye                                       |
| 2022 | Go Girl Tales of a Miracle                                     | Erstveröffentlichung: 27. Mai 2022 Miraa May feat. Raye                                              |
| 2022 | You Can’t Change Me Episode 2                                  | Erstveröffentlichung: 4. November 2022 David Guetta & Morten feat. Raye                              |
| 2025 | Born Again Alter Ego                                           | Erstveröffentlichung: 28. Februar 2025 Lisa feat. Doja Cat & Raye                                    |

| Jahr | Titel Soundtrack                                  | Anmerkungen                                                               |
| ---- | ------------------------------------------------- | ------------------------------------------------------------------------- |
| 2016 | War The Birth of a Nation – Aufstand zur Freiheit | Erstveröffentlichung: 30. September 2016 Nas feat. Raye                   |
| 2019 | South East London Blue Story                      | Erstveröffentlichung: 15. November 2019                                   |
| 2020 | Confidence Rocks                                  | Erstveröffentlichung: 11. September 2020 feat. Maleek Berry & Nana Rogues |
| 2025 | Grandma Calls the Boy Bad News F1                 | Erstveröffentlichung: 27. Juni 2025                                       |

## Statistik

### Chartauswertung
Die folgenden Aufstellungen bieten eine Übersicht über die Charterfolge von Raye in den Singlecharts. Es ist zu beachten, dass bei den Singles nur Interpretationen und keine Autorenbeteiligungen berücksichtigt wurden.
|                     | DE    | AT    | CH    | UK    | US    |
| ------------------- | ----- | ----- | ----- | ----- | ----- |
| Nummer-eins-Alben   | DE—DE | AT—AT | CH—CH | UK—UK | US—US |
| Top-10-Alben        | DE—DE | AT—AT | CH—CH | UK1UK | US—US |
| Alben in den Charts | DE1DE | AT—AT | CH1CH | UK1UK | US1US |

|                       | DE    | AT    | CH    | UK     | US    |
| --------------------- | ----- | ----- | ----- | ------ | ----- |
| Nummer-eins-Singles   | DE1DE | AT1AT | CH—CH | UK2UK  | US—US |
| Top-10-Singles        | DE3DE | AT3AT | CH3CH | UK6UK  | US—US |
| Singles in den Charts | DE7DE | AT7AT | CH9CH | UK29UK | US2US |

### Auszeichnungen für Musikverkäufe
Die Autorenbeteiligung Car Keys (Ayla) (Alok) erschien weder als Single, noch konnte sie sich aufgrund von Downloads oder Streaming in den Charts platzieren, dennoch erhielt diese Schallplattenauszeichnungen für über 189.000 Verkäufe.
| Land/RegionAuszeichnungen für Musikverkäufe (Land/Region, Auszeichnungen, Verkäufe, Quellen) | Silber     | Gold       | Platin         | Diamant     | Verkäufe   | Quellen              |
| -------------------------------------------------------------------------------------------- | ---------- | ---------- | -------------- | ----------- | ---------- | -------------------- |
| Australien (ARIA)                                                                            | —          | —          | 23× Platin23   | —           | 1.610.000  | aria.com.au          |
| Belgien (BRMA)                                                                               | —          | Gold1      | 6× Platin6     | —           | 240.000    | ultratop.be          |
| Brasilien (PMB)                                                                              | —          | 2× Gold2   | 6× Platin6     | Diamant1    | 550.000    | pro-musicabr.org.br  |
| Dänemark (IFPI)                                                                              | —          | 3× Gold3   | 8× Platin8     | —           | 820.000    | ifpi.dk              |
| Deutschland (BVMI)                                                                           | —          | 6× Gold6   | 2× Platin2     | —           | 2.300.000  | musikindustrie.de    |
| Frankreich (SNEP)                                                                            | —          | 3× Gold3   | 2× Platin2     | 2× Diamant2 | 1.233.332  | snepmusique.com      |
| Griechenland (IFPI)                                                                          | —          | —          | 3× Platin3     | —           | 60.000     | Einzelnachweise      |
| Italien (FIMI)                                                                               | —          | 2× Gold2   | 7× Platin7     | —           | 530.000    | fimi.it              |
| Kanada (MC)                                                                                  | —          | 2× Gold2   | 11× Platin11   | —           | 960.000    | musiccanada.com      |
| Mexiko (AMPROFON)                                                                            | —          | 2× Gold2   | Platin1        | —           | 120.000    | amprofon.com.mx      |
| Neuseeland (RMNZ)                                                                            | —          | Gold1      | 7× Platin7     | —           | 210.000    | radioscope.co.nz NZ2 |
| Norwegen (IFPI)                                                                              | —          | —          | 2× Platin2     | —           | 120.000    | ifpi.no              |
| Österreich (IFPI)                                                                            | —          | Gold1      | 4× Platin4     | —           | 135.000    | ifpi.at              |
| Polen (ZPAV)                                                                                 | —          | 5× Gold5   | 9× Platin9     | —           | 515.000    | olis.pl              |
| Portugal (AFP)                                                                               | —          | 3× Gold3   | 3× Platin3     | —           | 45.000     | Einzelnachweise      |
| Schweden (IFPI)                                                                              | —          | —          | 4× Platin4     | —           | 280.000    | sverigetopplistan.se |
| Schweiz (IFPI)                                                                               | —          | —          | 5× Platin5     | —           | 140.000    | hitparade.ch         |
| Spanien (Promusicae)                                                                         | —          | 5× Gold5   | 2× Platin2     | —           | 240.000    | elportaldemusica.es  |
| Südafrika (RISA)                                                                             | —          | Gold1      | —              | —           | 10.000     | risa.org.za          |
| Ungarn (MAHASZ)                                                                              | —          | —          | 6× Platin6     | —           | 24.000     | slagerlistak.hu      |
| Vereinigte Staaten (RIAA)                                                                    | —          | 4× Gold4   | 3× Platin3     | —           | 5.000.000  | riaa.com             |
| Vereinigtes Königreich (BPI)                                                                 | 8× Silber8 | 10× Gold10 | 15× Platin15   | —           | 14.300.000 | bpi.co.uk            |
| Insgesamt                                                                                    | 8× Silber8 | 51× Gold51 | 129× Platin129 | 3× Diamant3 |            |                      |